# زبان ولاچی صربستان
زبان ولاچی زبانی رومانیایی است که در کشور صربستان توسط رومانیایی‌های ساکن در آن کشور بدان تکلم می‌شود. در یک همه پرسی حدود پنجاه و چهار هزار نفر زبان مادری خود را ولاچی عنوان کردند و این درحالی بود که تنها چهل هزار نفر تبار خود را ولاچی معرفی کرده بودند.

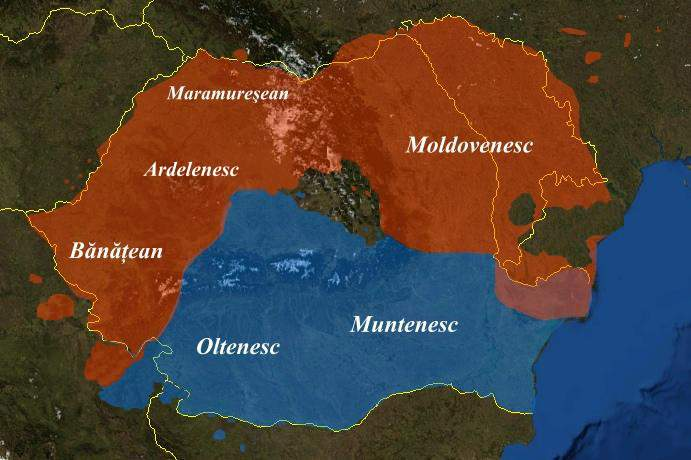
Major varieties (graiuri) of the زبان رومانیایی Blue: Southern varieties Red: Northern varieties

## نگارخانه

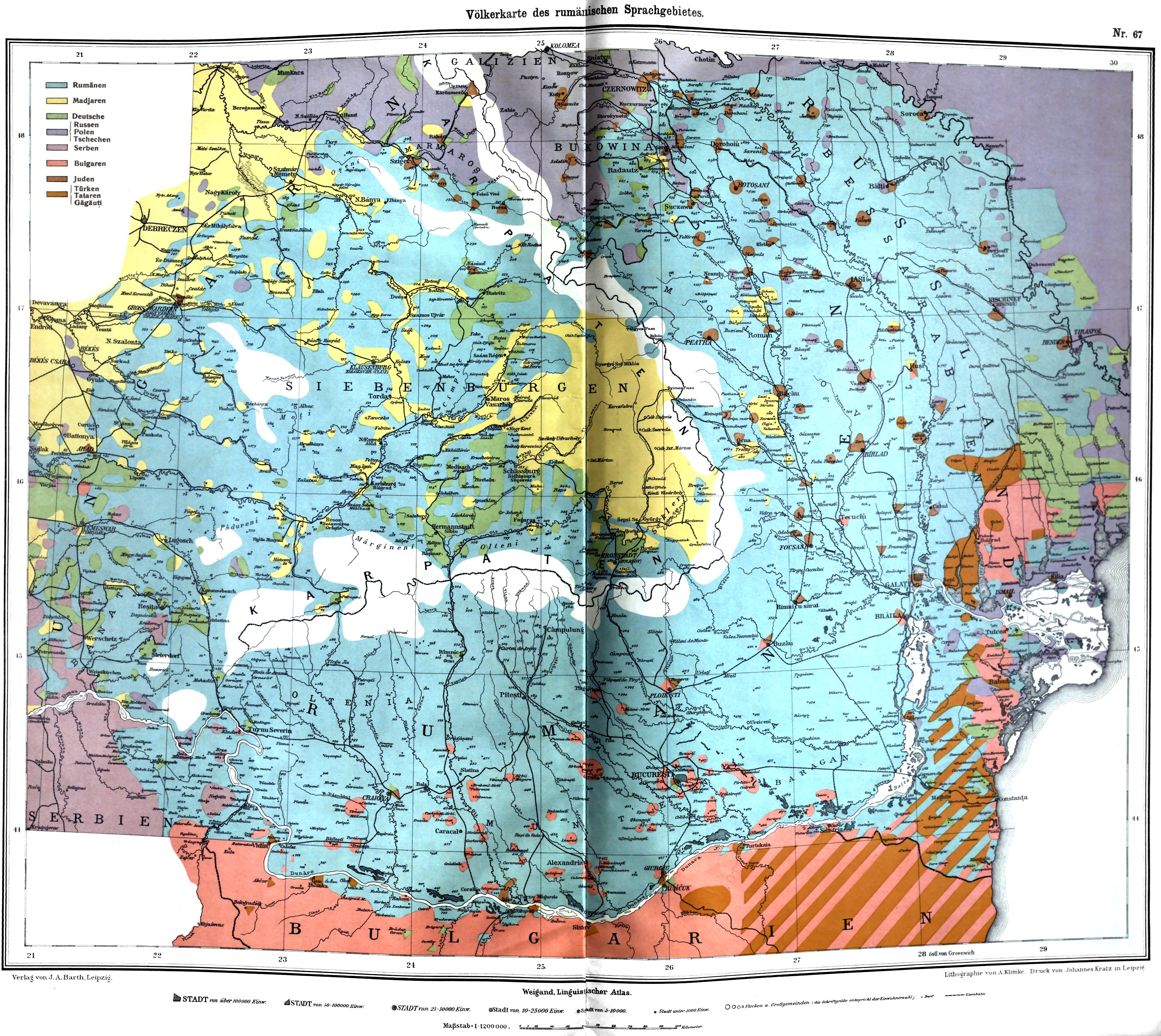
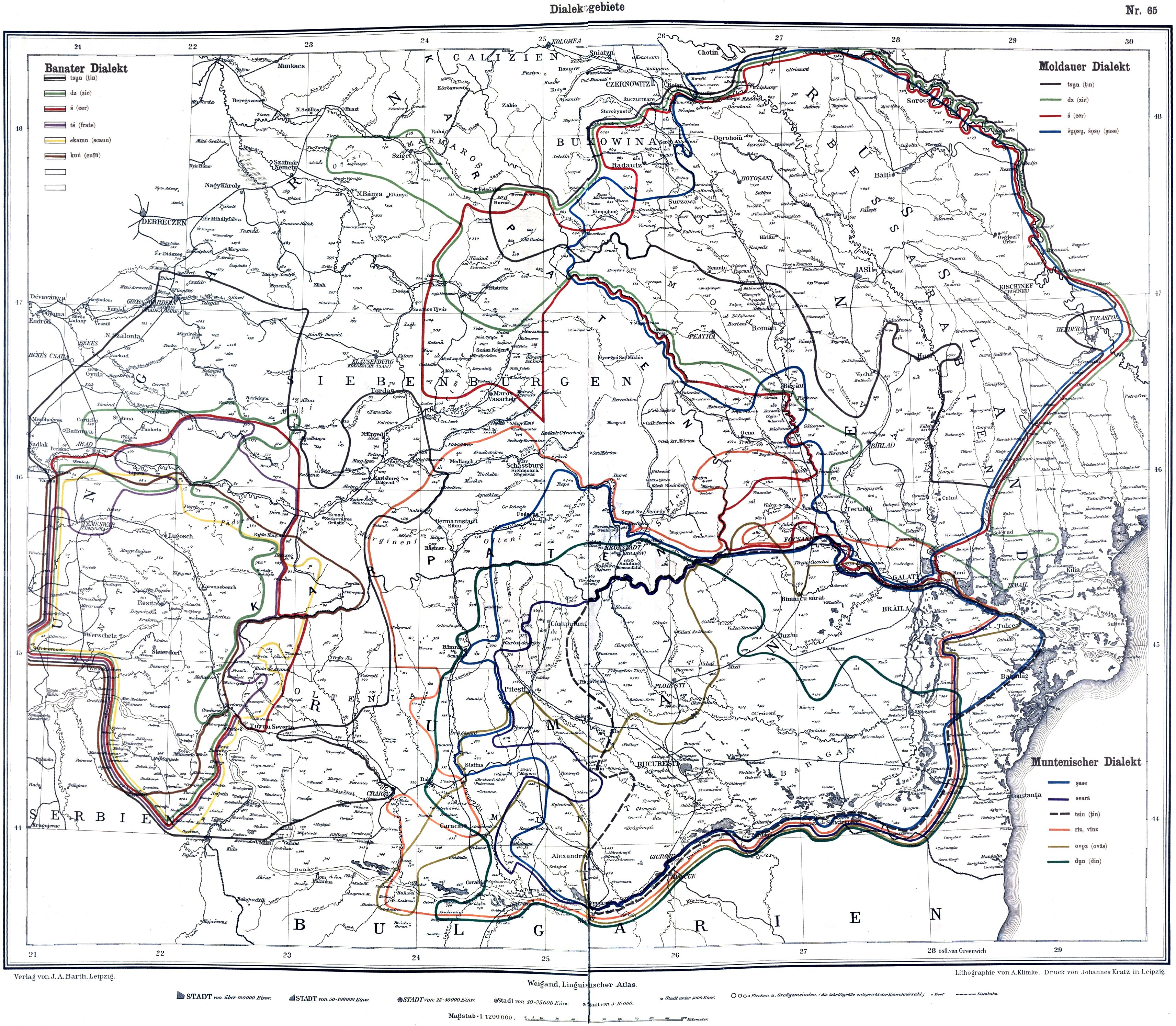
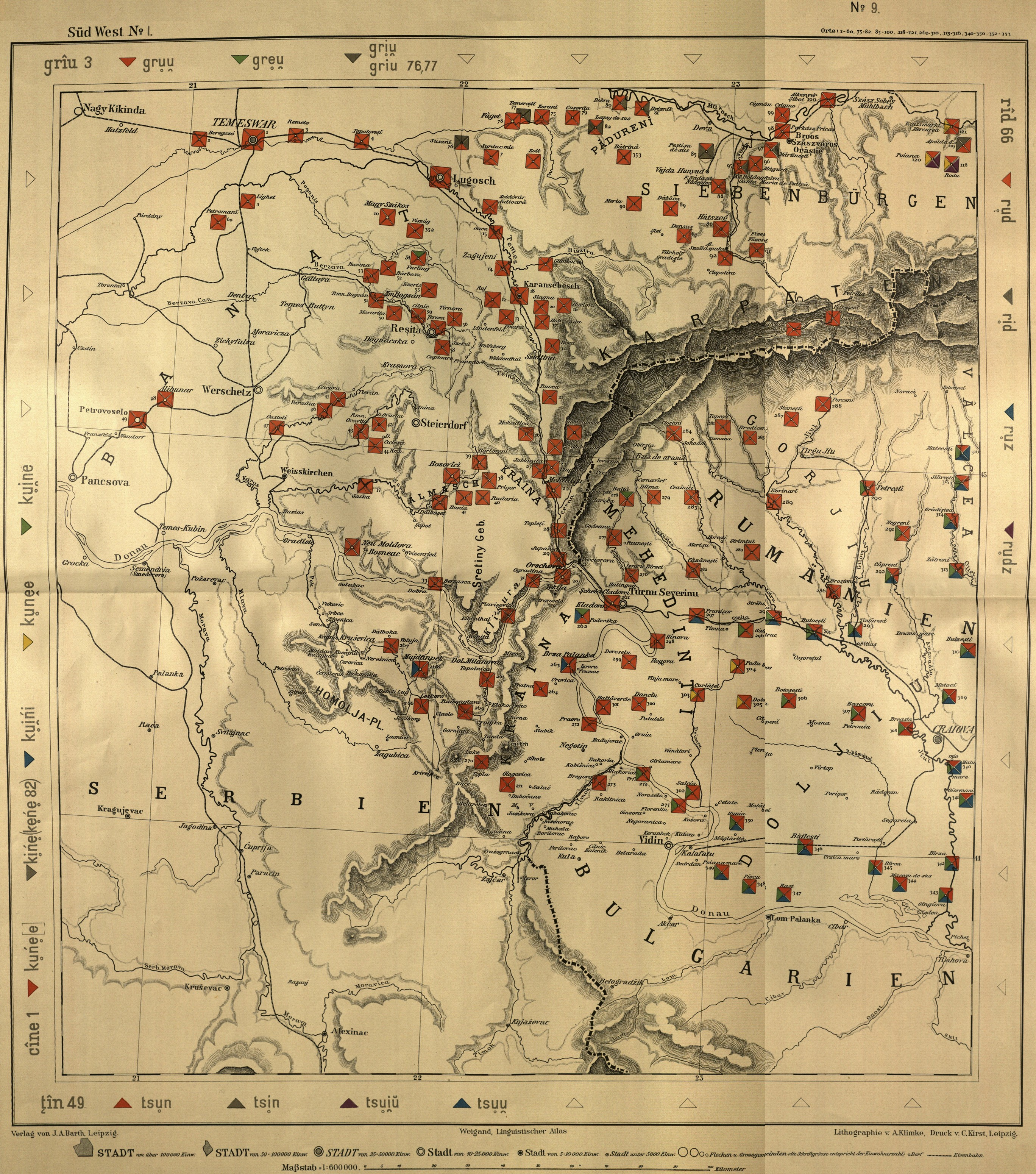
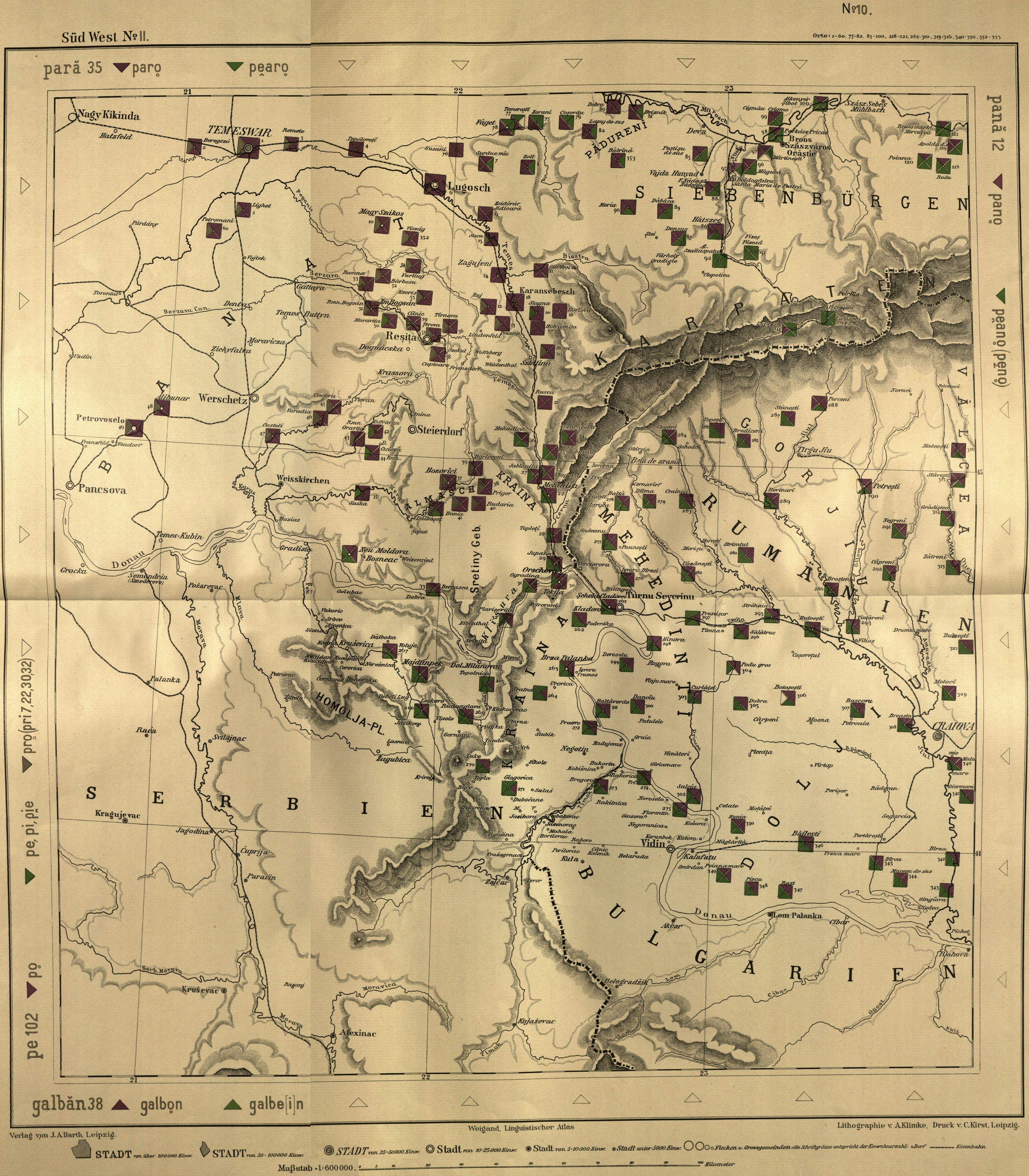
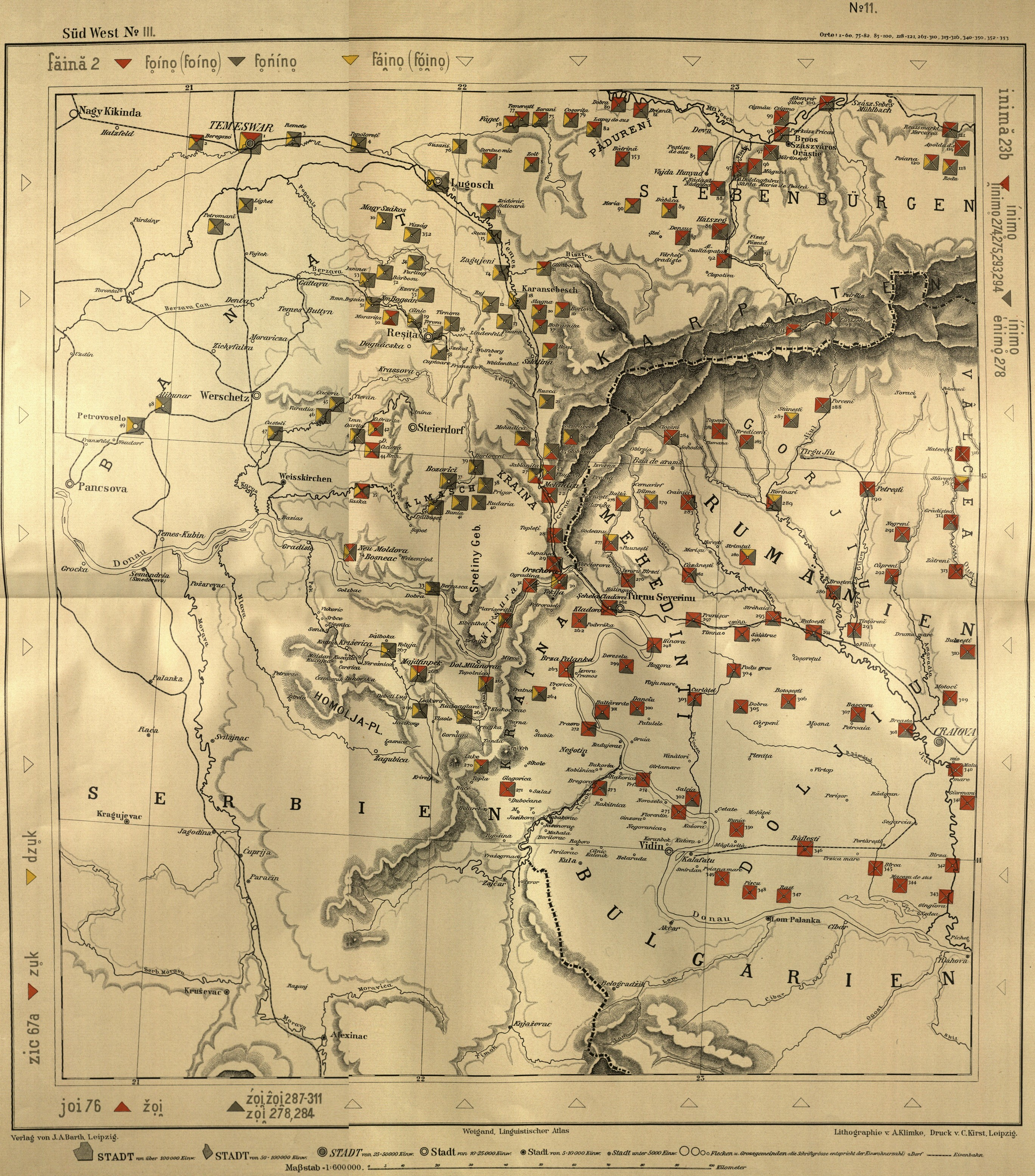
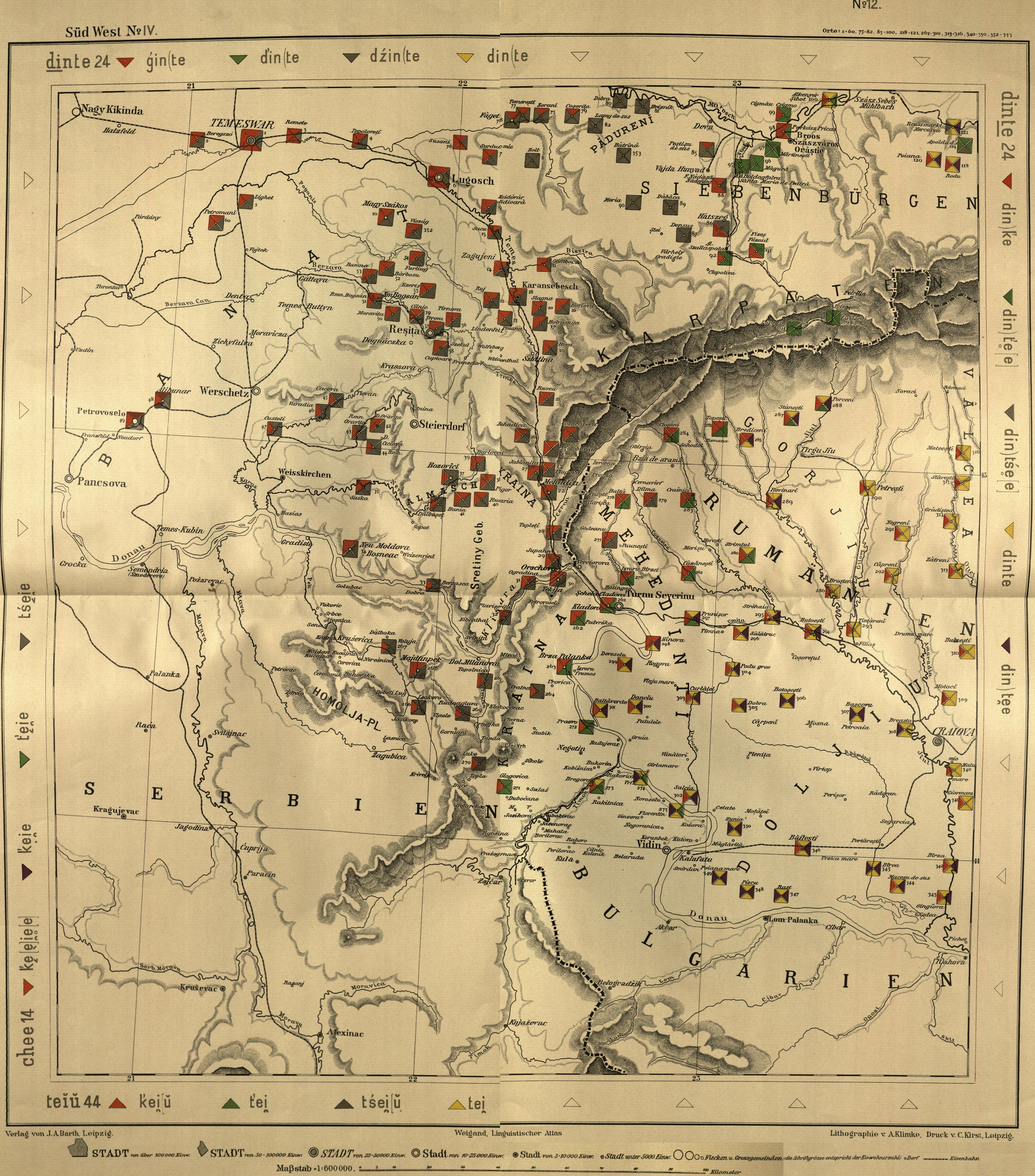
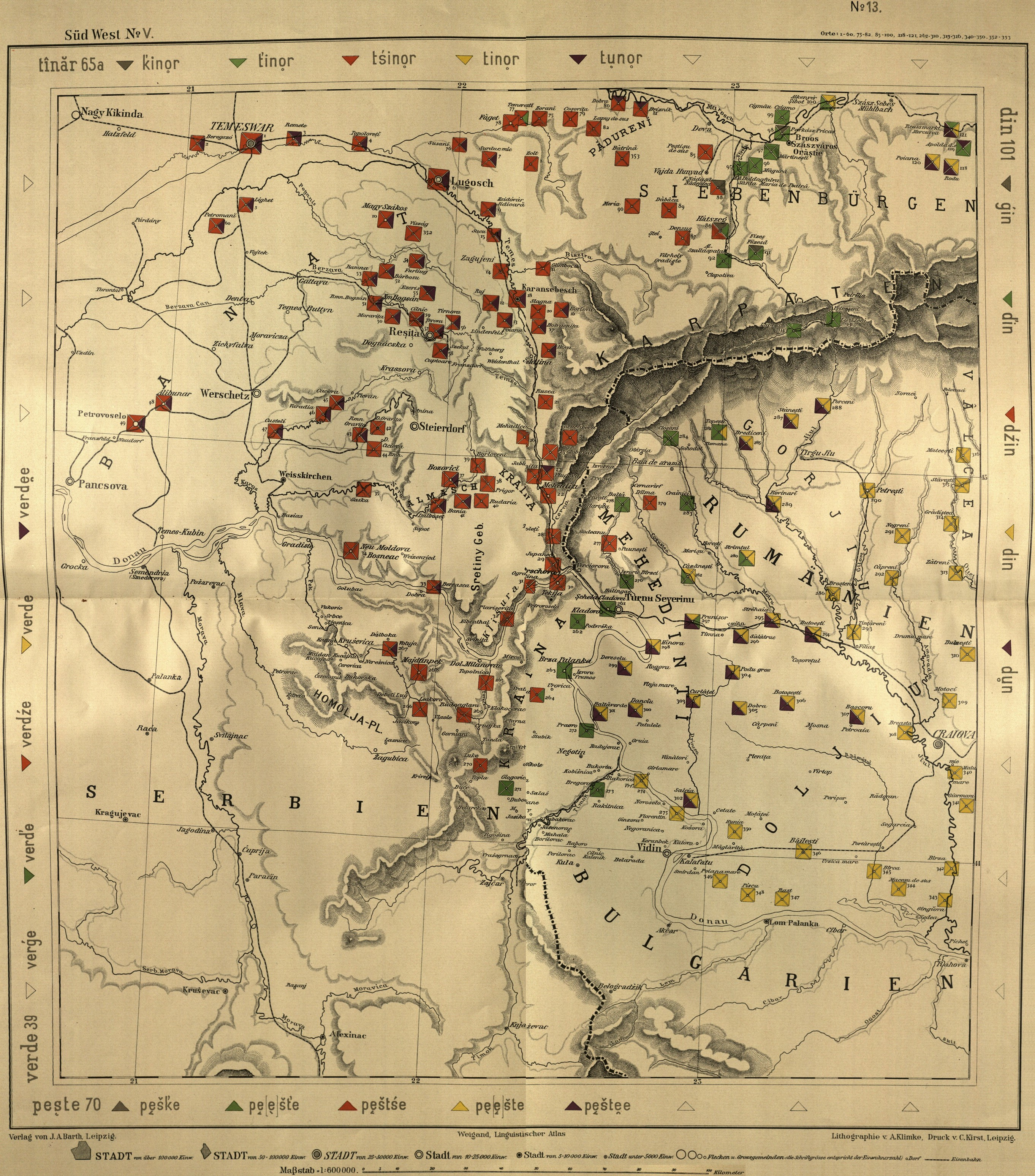
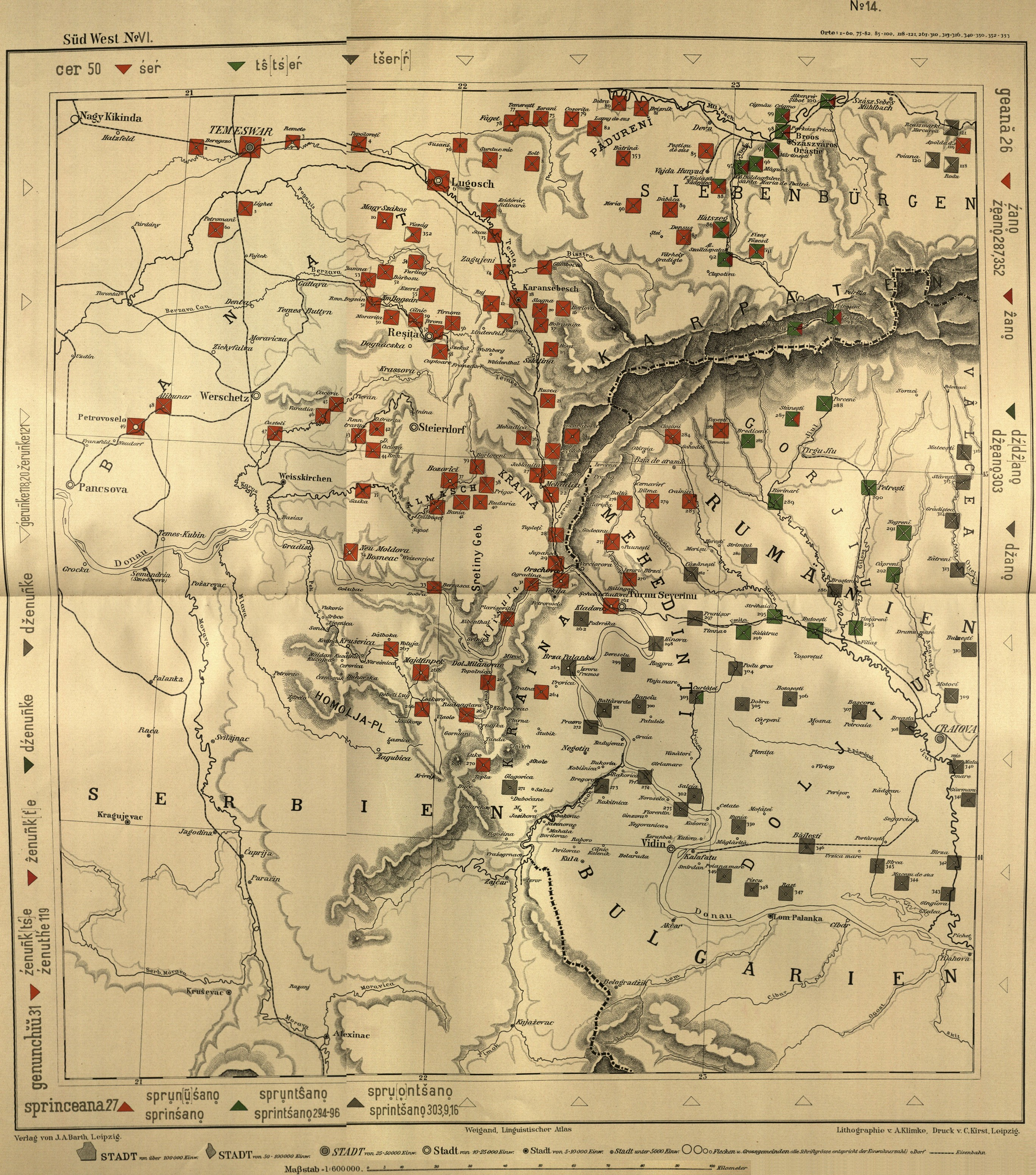
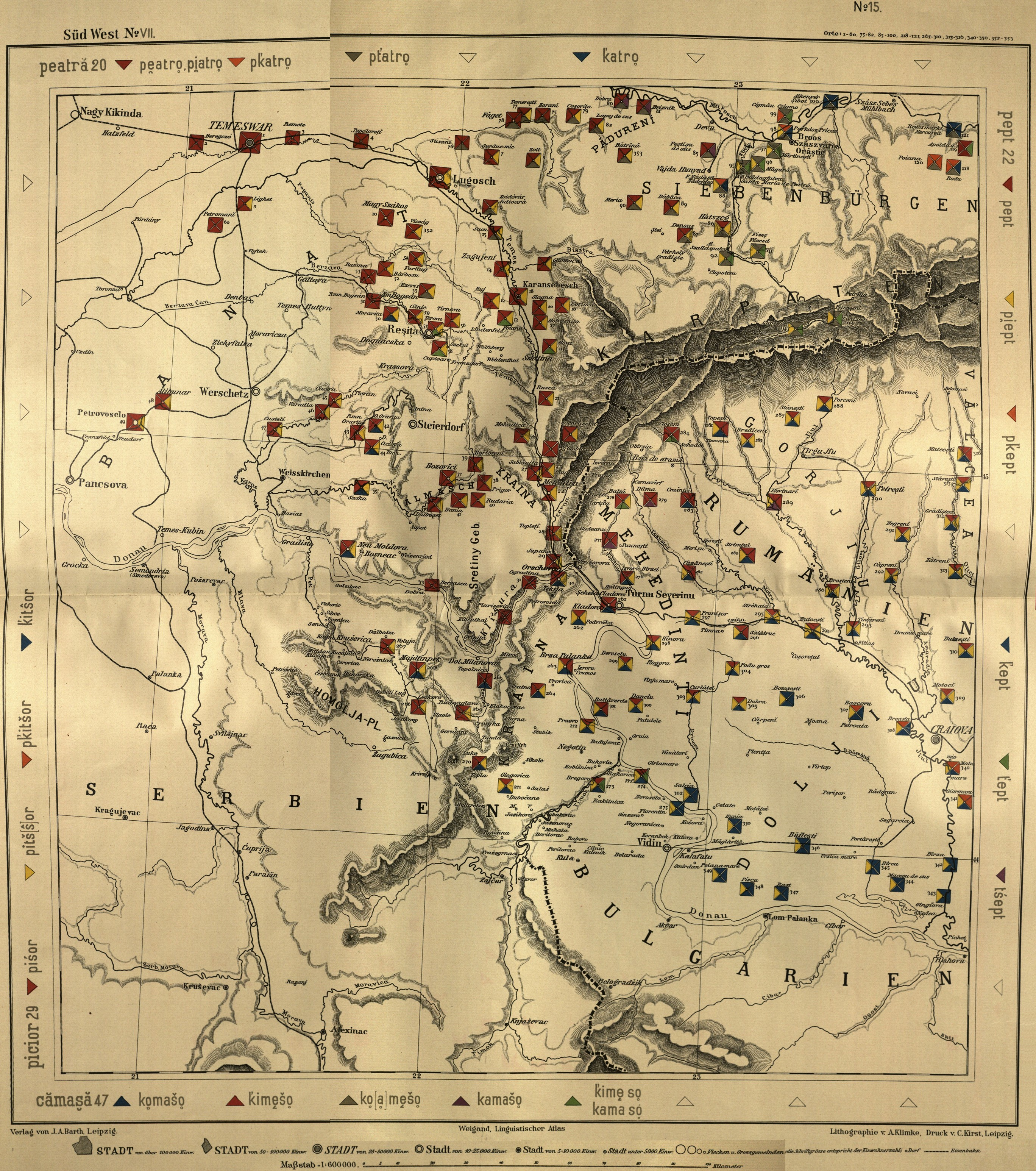
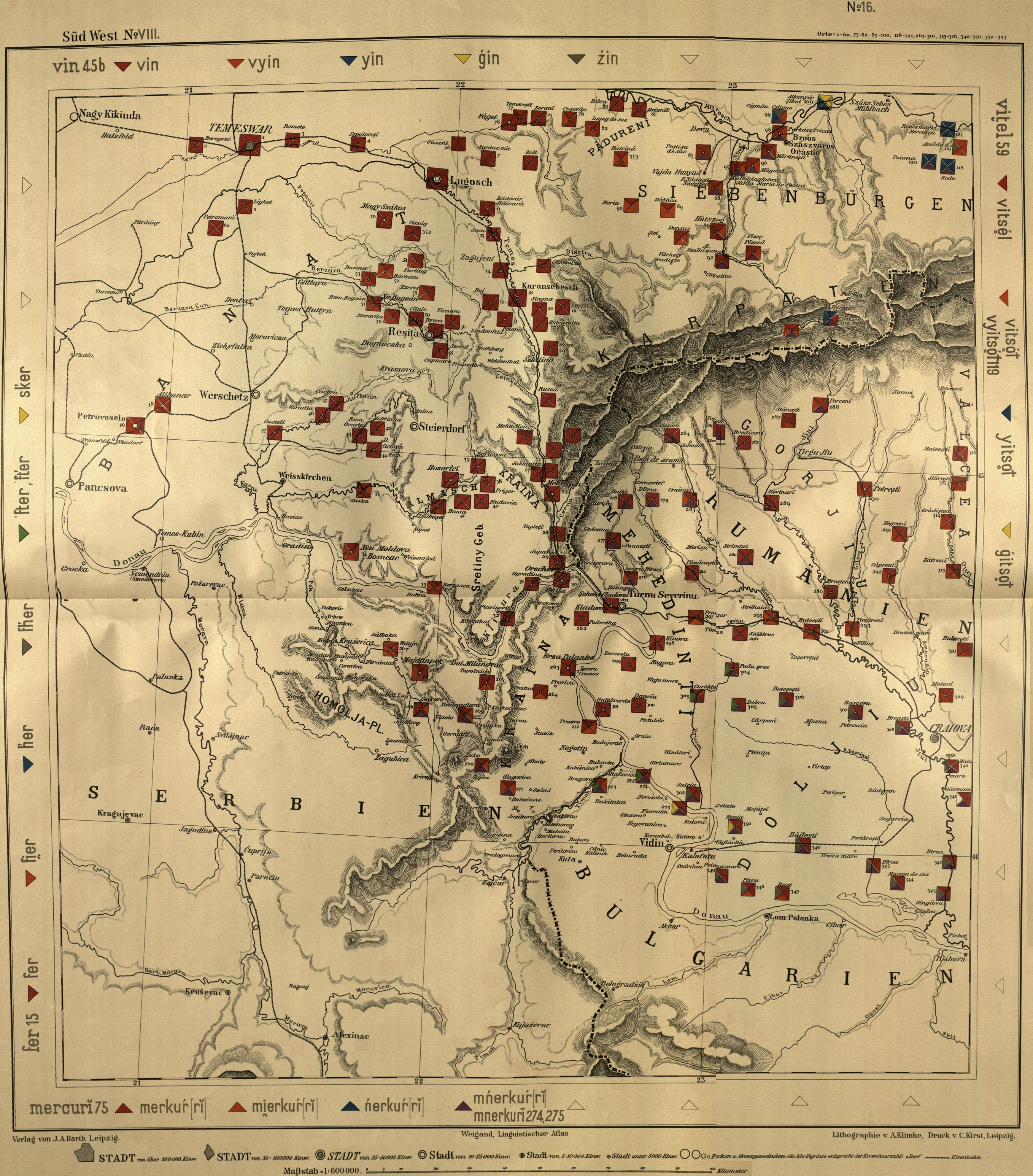